# 马扎冈
马扎冈是巴西戈亚斯州的一个市镇。总面积228.091平方公里，总人口2301人，人口密度10.1人/平方公里。